# Урма (Кировская область)
Урма — деревня в Кикнурском районе Кировской области России.

## Название
Известна с 1873 года как починок Сметанинский (Урмы). В 1926 году деревня Сметанино.
Настоящее название утвердилось с 1950 года.

## География
Находится на расстоянии примерно 3 км на северо-восток от райцентра поселка  Кикнур.

## История
Известна с 1873 года как починок Сметанинский (Урмы), в котором дворов 11 и жителей 91, в 1905 28 и 191, в 1926 (уже деревня Сметанино или Урма) 41 и 229, в 1950 39 и 132.  До января 2020 года входила в Кикнурское городское поселение до его упразднения.

## Население
| 2010 |
| ---- |
| 5    |

Постоянное население  составляло 8 человек (русские 100%) в 2002 году, 5 в 2010.

## Известные уроженцы, жители
- Морогов, Анатолий Дмитриевич (1929—1984) — советский хозяйственный деятель, Герой Социалистического Труда.

## Инфраструктура
Личное подсобное хозяйство с зоной сельскохозяйственного использования, индивидуальная застройка усадебного типа.

## Транспорт
Деревня доступна автотранспортом. Ближайшая остановка общественного транспорта «Пелеснур» находится примерно в 1,5 км. 